# Johannes von Vechta
Johannes von Vechta OPraem (auch Johann[es] de Vacata; als Erzbischof von Riga Johann[es] II.; † nach dem 4. Februar 1294) war von 1278 bis 1285 gewählter Bischof von Ermland und 1286 bis zu seinem Tod 1294 Erzbischof von Riga.

## Leben
Johannes stammte vermutlich aus Vechta oder aus der Grafschaft Bentheim. Erstmals urkundlich belegt ist er 1263 als Domherr von Riga, wo er 1266 zum Dompropst aufstieg. Nachdem wegen der Spannungen mit dem Deutschen Orden Erzbischof Albert Suerbeer den Schweriner Grafen Gunzelin III. zum Schutzherrn des Rigaer Erzstifts berief, wurden der Dompropst Johannes von Vechta und der Erzbischof 1269 vom Ordensmeister gefangen genommen.
Nach dem Tod des Ermländer Bischofs Anselm von Meißen 1278 wählte das Domkapitel Heinrich von Fleming zu dessen Nachfolger. Trotzdem verlieh Erzbischof Johannes von Lune das Bistum Ermland an Johannes von Vechta. Obwohl Johannes von Vechta bereits geweiht worden war, entschied sich der nun vom Domkapitel angerufene Papst Nikolaus III. für Heinrich von Fleming, den Kandidaten des Domkapitels. Trotzdem wurde Johannes von Vechta in den nachfolgenden Jahren mehrmals als Bischof, Gegenbischof oder ehemaliger Bischof bezeichnet.
Nach dem Tod des Rigaer Bischofs Johannes von Lune wählte das dortige Domkapitel Johannes von Vechta zu dessen Nachfolger. Nachdem er bei der Kurie auf seine Ansprüche aus dieser Wahl verzichtet hatte, verlieh ihm Papst Honorius IV. am 10. Januar 1286 das Erzbistum Riga aus eigener Vollmacht. Während seiner Amtszeit wurden die Bistümer Pomesanien, Samland und Kurland, die zur Kirchenprovinz Riga gehörten, nach den Regeln des Deutschen Ordens umgewandelt. Mit den Semgallen, die zuvor das Erzstift verwüstet hatten, und den Kuren konnte er eine Einigung bzw. Unterwerfung herbeiführen. Nach Streitigkeiten mit den Vasallen seines Erzstifts wurde Johannes von Vechta 1292 von diesen gefangen genommen. Er wurde vom Deutschen Orden befreit und starb nach dem 4. Februar 1294. Sein Leichnam wurde vermutlich im Dom zu Riga beigesetzt.